# Calcarobiotus filmeri
Calcarobiotus filmeri är en djurart som tillhör fylumet trögkrypare, och som beskrevs av Hieronymus Dastych 1993. Calcarobiotus filmeri ingår i släktet Calcarobiotus och familjen Macrobiotidae. Inga underarter finns listade i Catalogue of Life.